# Бурхард (маркграф Австрии)
Бу́рхард (нем. Burchard; ум. ок. 982) — первый маркграф Восточной марки (955—976), бургграф Регенсбурга. Происходил из дома Бурхардингеров, был сыном Удальриха, графа в Цюрихгау и Тургау, внук герцога Швабии Бурхарда I.

## Биография

### Правление
Бурхард был женат на сестре Юдит, жены Генриха I, герцога Баварии, благодаря чему был сделан бургграфом Регенсбурга. В 954 году участвовал в подавлении мятежа Людольфа Швабского и Конрада Лотарингского. В 955 году император Оттон I назначил Бурхарда маркграфом только что образованной Восточной марки.
В 974 году Буркхард принял участие в восстании Генриха II Баварского против императора Оттона II, за что в 976 году был лишён владений, отданных Леопольду I из дома Бабенбергов.

### Брак и дети
Жена — Сванила (925—?), дочь Арнульфа I Злого, герцога Баварии. Дети:
- Генрих I[нем.] (ум. 13 июля 982) — князь-епископ Аугсбурга с 973
- Виллибирг, жена Адальберона, графа фон Вибах (в Каринтии)